# Pagamea capitata
Pagamea capitata är en måreväxtart som beskrevs av George Bentham. Pagamea capitata ingår i släktet Pagamea och familjen måreväxter.

## Underarter
Arten delas in i följande underarter:
- P. c. capitata
- P. c. caudata
- P. c. conferta
- P. c. thibaudiifolia